# ペドロ・アントニオ・デ・セバーヨス
ペドロ・アントニオ・デ・セバーヨス（Pedro Antonio de Cevallos Cortés y Calderón, 1715年6月29日 - 1778年10月26日）は、スペインの政治家、軍人、リオ・デ・ラ・プラタ副王領の初代副王である。

## 経歴
1715年、スペインのカディスで生まれた。1761年から1763年のスペイン・ポルトガル戦争に参加した。1777年に国王カルロス3世によりリオ・デ・ラ・プラタ副王領の副王に任命された。1778年に自由貿易法を締結してブエノスアイレスの発展を行った。また労働力を高めるために、黒人奴隷貿易を許可した。1778年10月26日にコルドバの修道院にて亡くなった。